# Тшцинно (Поморське воєводство)
Тшцинно (пол. Trzcinno) — село в Польщі, у гміні Мястко Битівського повіту Поморського воєводства.
Населення — 341 особа (2011).
У 1975-1998 роках село належало до Слупського воєводства.

## Демографія
Демографічна структура станом на 31 березня 2011 року:
|          | Загалом | Допрацездатний вік | Працездатний вік | Постпрацездатний вік |
| -------- | ------- | ------------------ | ---------------- | -------------------- |
| Чоловіки | 180     | 42                 | 125              | 13                   |
| Жінки    | 161     | 38                 | 105              | 18                   |
| Разом    | 341     | 80                 | 230              | 31                   |